# Еталон смерекового насадження (Верховинський район, Гостовецьке лісництво)
Етало́н смере́кового наса́дження — ботанічна пам'ятка природи місцевого значення в Україні. Об'єкт розташований на території Верховинського району Івано-Франківської області, на південь від села Яблуниця. 
Площа 3,9 га. Статус отриманий у 1972 році. Перебуває у віданні ДП «Гринявський держлісгосп» (Гостівецьке л-во, кв. 19, вид. 34). 